# Matthias Gall
Matthias Gall (* 7. August 1975 in Bergisch Gladbach) ist ein deutscher Schauspieler.
Matthias Gall absolvierte seine Ausbildung an der Schauspielschule Bochum. Neben Theaterengagements (Schauspielhaus Bochum, Wuppertaler Bühnen, Theater Oberhausen, Theater Aachen) wirkte er in den Fernsehproduktionen SK Kölsch und Freunde für immer – das Leben ist rund! (Regie Sönke Wortmann) mit. 2006 bis 2007 verkörperte Gall die Rolle des Sven Lindbergh in der Sat.1-Telenovela Verliebt in Berlin. Zudem übernahm er die Hauptrolle in einem Werbespot für den Citroën C5, der 2008 international ausgestrahlt wurde. Seitdem war er immer wieder in verschiedenen Film- und Fernsehproduktionen zu sehen.

## Filmografie
- 2005: Freunde für immer – das Leben ist rund
- 2006–2007: Verliebt in Berlin
- 2008: Die Treue-Testerin - Spezialauftrag Liebe
- 2010: Callgirl Undercover
- 2010: Alarm für Cobra 11
- 2014: Dating Daisy
- 2015: Die Ungehorsame
- 2015: Homeland (Fernsehserie, Episode 5x09,11,12)
- 2016: L´Origine de la Violence (Frankreich)
- 2019: Kommissarin Heller – Herzversagen